# ダニー・ヒメネス
ダニー・ヒメネス（Dany Jiménez、1993年12月23日 - ）は、ドミニカ共和国のサン・クリストバル州サン・クリストバル出身のプロ野球選手（投手）。右投右打。MLBのアトランタ・ブレーブス傘下所属。

## 経歴

### ブルージェイズ傘下時代
2015年8月6日にアマチュアFAでトロント・ブルージェイズと契約した。契約後は傘下ルーキー級のドミニカン・サマーリーグ・ブルージェイズでプレーし、1勝0敗、防御率5.19だった。
2016年は、ドミニカン・サマーリーグ・ブルージェイズとガルフ・コーストリーグ・ブルージェイズでプレーし、3勝2敗、防御率2.72の成績を残した。
2017年は、A-級のバンクーバー・カナディアンズに昇格した。この年は、2チームでプレーして2勝3敗、防御率5.49だった。
2018年は、A級のランシング・ラグナッツでプレーし、本格的なリリーバーに転向した。シーズンでは6勝2敗13セーブ、防御率3.84だった。
2019年は、A+級のダニーデン・ブルージェイズとAA級のニューハンプシャー・フィッシャーキャッツでプレーし、7勝3敗10セーブ、防御率2.59の成績を残した。

### ジャイアンツ時代
12月12日にルール・ファイブ・ドラフトでサンフランシスコ・ジャイアンツに移籍した。
2020年7月23日にメジャーデビューを果たし、その日のロサンゼルス・ドジャース戦でメジャー初登板を果たした。

### 第二次ブルージェイズ傘下時代
2020年8月2日にブルージェイズに移籍した。

### アスレチックス傘下時代
2020年12月10日にルール・ファイブ・ドラフトでオークランド・アスレチックスに移籍した。

### 第三次ブルージェイズ傘下時代
2021年3月15日にブルージェイズとマイナー契約を結び、招待選手としてスプリングトレーニングに参加した。この年はAAA級のバッファロー・バイソンズでプレーした。39試合に登板して3勝3敗、防御率2.22を記録した。レギュラーシーズン終了後の10月5日にFAとなった。

### 第二次アスレチックス時代
2021年11月4日にオークランド・アスレチックスとマイナー契約を結んだ。この年はメジャーでの登板機会は無かった。
2022年は、開幕ロースター入りを果たした。この年は2年ぶりにメジャーで登板し、3勝4敗11セーブ4ホールド、防御率3.41、34奪三振を記録した。
2023年も25試合(うち先発1試合)に登板したが、勝ち星なしの2敗1セーブ7ホールド、防御率3.47、21奪三振という成績に終わった。
2024年は前年と同じ25試合に中継ぎとして登板して1勝3敗1セーブ5ホールド、防御率4.91、25奪三振を記録した。オフの11月22日にノンテンダーFAとなった。

### ブレーブス傘下時代
2025年1月15日にアトランタ・ブレーブスとマイナー契約を結び、同日中にAAA級グウィネット・ストライパーズに配属された。

## 詳細情報

### 年度別投手成績
| 年 度    | 球 団    | 登 板 | 先 発 | 完 投 | 完 封 | 無 四 球 | 勝 利 | 敗 戦 | セ 丨 ブ | ホ 丨 ル ド | 勝 率 | 打 者 | 投 球 回 | 被 安 打 | 被 本 塁 打 | 与 四 球 | 敬 遠 | 与 死 球 | 奪 三 振 | 暴 投 | ボ 丨 ク | 失 点 | 自 責 点 | 防 御 率 | W H I P |
| -------- | -------- | ----- | ----- | ----- | ----- | -------- | ----- | ----- | -------- | ----------- | ----- | ----- | -------- | -------- | ----------- | -------- | ----- | -------- | -------- | ----- | -------- | ----- | -------- | -------- | ------- |
| 2020     | SF       | 2     | 0     | 0     | 0     | 0        | 0     | 0     | 0        | 0           | ----- | 8     | 1.1      | 1        | 0           | 3        | 0     | 0        | 1        | 0     | 0        | 1     | 1        | 6.75     | 3.00    |
| 2022     | OAK      | 34    | 0     | 0     | 0     | 0        | 3     | 4     | 11       | 4           | .429  | 145   | 34.1     | 23       | 2           | 18       | 4     | 0        | 34       | 2     | 0        | 16    | 13       | 3.41     | 1.19    |
| 2023     | OAK      | 25    | 1     | 0     | 0     | 0        | 0     | 2     | 1        | 7           | .000  | 94    | 23.1     | 11       | 3           | 14       | 1     | 0        | 21       | 2     | 0        | 9     | 9        | 3.47     | 1.07    |
| 2024     | OAK      | 25    | 0     | 0     | 0     | 0        | 1     | 3     | 1        | 5           | .250  | 117   | 25.2     | 21       | 6           | 19       | 0     | 1        | 25       | 0     | 0        | 18    | 14       | 4.91     | 1.56    |
| MLB：4年 | MLB：4年 | 86    | 1     | 0     | 0     | 0        | 4     | 9     | 13       | 16          | .308  | 364   | 84.2     | 56       | 11          | 54       | 5     | 1        | 81       | 4     | 0        | 44    | 37       | 3.93     | 1.30    |

- 2024年度シーズン終了時

### 年度別守備成績
| 年 度 | 球 団 | 投手（P） | 投手（P） | 投手（P） | 投手（P） | 投手（P） | 投手（P） |
| 年 度 | 球 団 | 試 合     | 刺 殺     | 補 殺     | 失 策     | 併 殺     | 守 備 率  |
| ----- | ----- | --------- | --------- | --------- | --------- | --------- | --------- |
| 2020  | SF    | 2         | 0         | 0         | 0         | 0         | ----      |
| 2022  | OAK   | 34        | 1         | 1         | 0         | 0         | 1.000     |
| 2023  | OAK   | 25        | 0         | 2         | 0         | 0         | 1.000     |
| MLB   | MLB   | 61        | 1         | 3         | 0         | 0         | 1.000     |

- 2023年度シーズン終了時

### 背番号
- 52（2020年）
- 56（2022年 - 2024年）